# 森弘吉
森 弘吉（もり ひろよし、1975年 - ）は日本の経営者。富山県上市町出身。株式会社エムダイヤ 代表取締役を務める。

## 来歴
1975年に上市町で生まれ、幼少期を過ごす。小学生時代から機械好きであり、おもちゃの動く仕組みを知るために持っている工具で分解したものの、元に戻せず壊してしまったことから買ってくれた両親に怒られることもあった。また、小学生の時には父親から「好きにバラしていいぞ」と、廃車予定の車を与えられ、自分の工具箱の道具で解体に挑戦したこともある。
学生時代は国立富山高等専門学校（旧：国立富山工業高等専門学校）で機械工学を学び、専攻科（機械電気システム工学科）へ進学。
1998年に大手工作機械メーカーに就職したが、2005年にエムダイヤの製品の一つである「分離・破砕機 エコセパレ」の原型機を広めるために退職し、新会社を設立。
2008年に新会社の社名を株式会社エムダイヤに社名を変更し、代表取締役に就任する。
2025年5月、一般社団法人リサイクル機械工業会を設立し、代表理事として就任。

## 人物
新しいもの好き且つ好奇心が旺盛であるほか、様々な場所で国内国外問わず多くの人と会い、「信頼関係を作る」ことを大切にしている。毎年の名刺交換数は、年間で1000人以上にのぼる。
現在経営している会社では、自社製品のほぼすべて鉄板や丸棒を素材をの状態で購入し、溶接、機械加工、組付け、塗装、出荷、メンテナンスまで自社で実施する「自前主義」、商社やエンジニアリング会社を極力介さず直接取引を行う「直接販売」の2点を特に重要視している
また、客観的評価が重要というスタンスのもと客観的指標を重視しており、経営においては各種国内、国際特許や国内外の商標登録の取得や様々な表彰のほか、「ホワイト企業認定 GOLD 2021」、「とやま健康企業宣言 銀(Step1)」、「健康経営優良法人 2022(中小規模法人部門)」、「とやま女性活躍企業」、「中小企業経営モデル企業」などをはじめとした各種認定の取得にも力を入れている。
最近では会社として、「資源循環技術・システム表彰」 レアメタルリサイクル賞、「富山県発明とくふう展」文部科学大臣賞、「新ものづくり・新サービス展 SDGsアワード2024」最優秀賞などを受賞した。

## 受賞歴
- 公益財団法人工作機械技術振興財団主催『平成10年度 第20次 工作機械技術振興賞（奨励賞）』 - 奨励賞（1998年）[8]
- 新日本有限責任監査法人 アントレプレナー・オブ・ザ・イヤー東海・北陸事務局主催『EOY 2012 Japan 第1回東海・北陸大会アントレプレナー賞』 - チャレンジング・スピリット部門 受賞（2012年）[9]
- 認定NPO法人 環境文明21主催『経営者「環境力」大賞』 - 大賞（2021年）[10]